# پدرو ریس
پدرو ریس (اسپانیایی: Pedro Reyes‎؛ زادهٔ ۱۳ نوامبر ۱۹۷۲) یک بازیکن فوتبال اهل شیلی است.

## تیم ملی
وی همچنین در تیم ملی فوتبال شیلی بازی کرده است.